# Pipes and Pints
Pipes and Pints (МФА: [paɪpz ənd paɪntz]) — панк-рок-группа, образованная в 2006 году в чешской столице Праге. Коллектив был основан волынщиком Войтехом Калиной, являющимся его менеджером, под влиянием английской кельтик-панк-группы The Pogues. Несмотря на то, что критики и поклонники коллектива характеризуют его музыкальный стиль как кельтский панк, поскольку группа использует в своём творчестве шотландскую волынку, сами музыканты называют свой стиль «punk rock with Highland bagpipes» (рус. панк-рок с горными волынками). Все члены группы являются чехами, за исключением их вокалиста Сайко Майка из США. Постоянными участниками коллектива с момента его основания являются Войтех Калина и гитарист Томаш Новотный. Большую часть творческого времени музыканты посвящают различным живым выступлениям и турне. Группа выступала на одной сцене с множеством известных панк-коллективов, таких как Anti-Flag, The Casualties, My Chemical Romance и многих других.
Коллектив придерживается панк-идеологии DIY и антифашистских принципов, используя логотип антифа-организации Good Night White Pride на афишах предстоящих концертов и внутренней стороне обложек пластинок.

## Название группы
Название группы было придумано её основателем волынщиком Войтехом Калиной ещё до того, как был создан сам коллектив и как он сам начал заниматься музыкой. Войтех утверждает, что имя «Pipes and Pints» (рус. Трубы и пинты) побудило его начать обучение игре на волынке, характеризуя всё музыкальное направление будущей группы. Он считает, что можно было бы назвать её и «Bagpipes and Pints» (рус. Волынки и пинты) и что оно перекликается с конструкцией стандартного названия для шотландских оркестров с трубами и барабанами, как, например, Pipes and Drums, которые также часто используют в своём творчестве горные волынки.

Я думаю, что Войта придумал это название намного раньше, чем была создана группа. Он действительно хотел создать панк-рок-группу с горными волынками, и он много репетировал, так что ему нужно было что-то, что сподвигнет его [создать группу], поэтому он придумал название. И когда у вас есть название группы — вам нужна группа.Оригинальный текст (англ.)I think Vojta has this name much earlier, than the band was created. He really wants to have a punk rock band with a highland bagpipes, and he was practising a lot, so he needs something, what push him forward, so he created the name. And when you have a band name, you need a band.— Ондра Балвин

## История

### Первые шаги

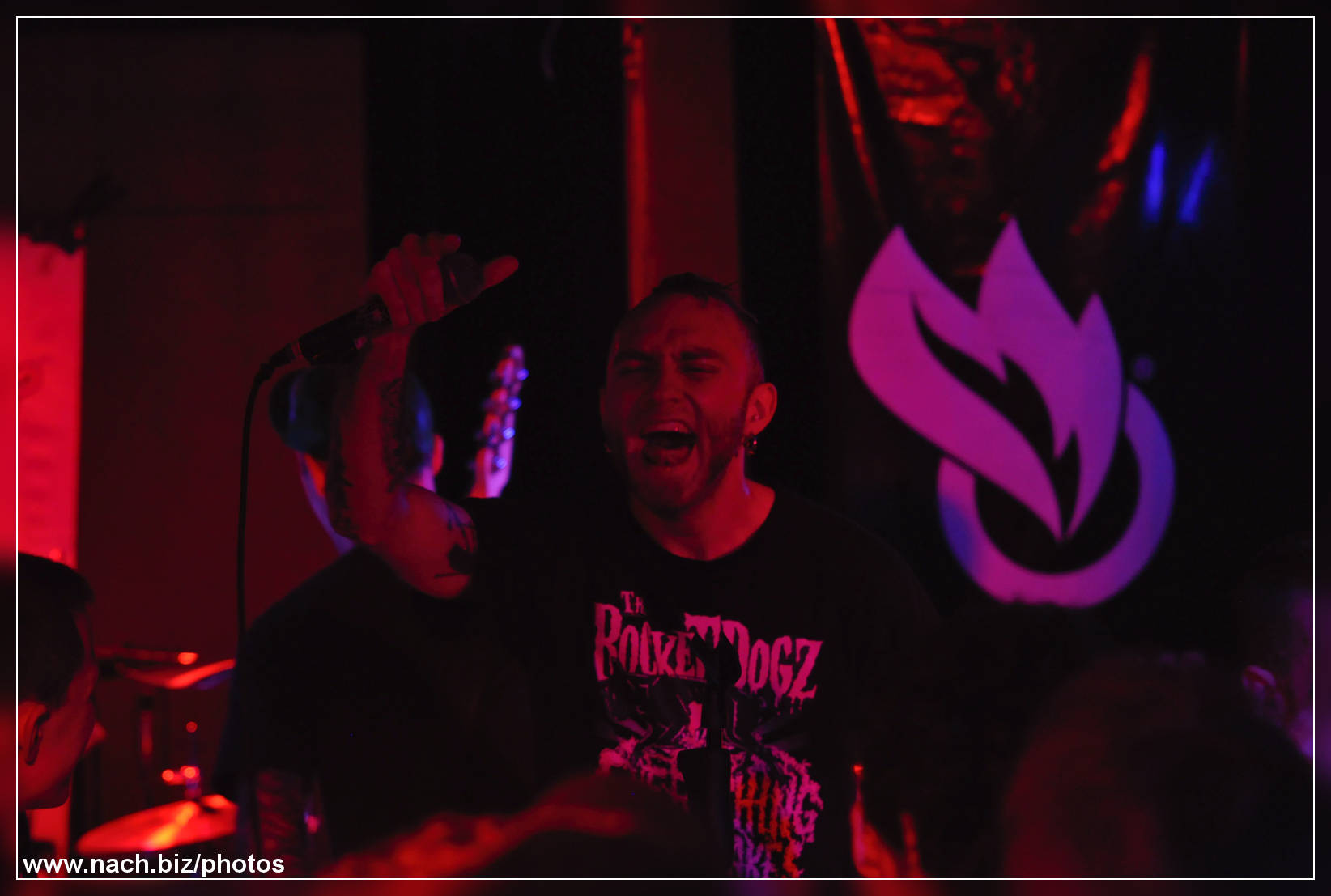
Основатель и лидер группы волынщик Войтех Калина перед поклонниками, Париж (2011)

Коллектив Pipes and Pints был основан в Праге в 2006 году волынщиком Войтехом Калиной. Калина мечтал о группе, которая будет играть фольклорную музыку в сочетании с мощным панк-рок-звучанием в стиле коллектива The Pogues. До того, как начать создавать свою группу, Войтех четыре года проработал пожарным, но оставил некогда любимую профессию, чтобы осуществить свою мечту стать профессиональным музыкантом. Вскоре Калина познакомился с гитаристом Томашем Новотным, игравшим ранее в группе Who ate my Skate, который разделил его мнение. Состав Pipes and Pints был непрочный и часто менялся, единственными постоянными участниками в нём оставались Войтех и Томаш. С самого начала творческого пути группы Калина имел позицию лидера и менеджера коллектива. С 2007 по 2008 годы группа в составе Войтеха Калины (волынка), Томаша Новотного (гитара) и неких Крэта (гитара), Петра (ударные) и Эда (бас-гитара) записала небольшой промоальбом, состоящий из четырёх песен в формате демо. Запись проходила в студии одного из знакомых Войтеха, который помог группе записать демо-альбом после того, как музыканты помогли ему провести некоторые строительные работы.
Первое выступление Pipes and Pints состоялось в пражском клубе «Семёрка» (чеш. Sedmička), затем группа провела ещё ряд концертов. Вскоре коллектив проехал с гастролями по Центральной Европе; Словакии, Германии, Австрии и Чехии, сопровождая хэдлайнеров тура — группы The Porters и Society Parasites.

### Укрепление состава и дебютный альбом

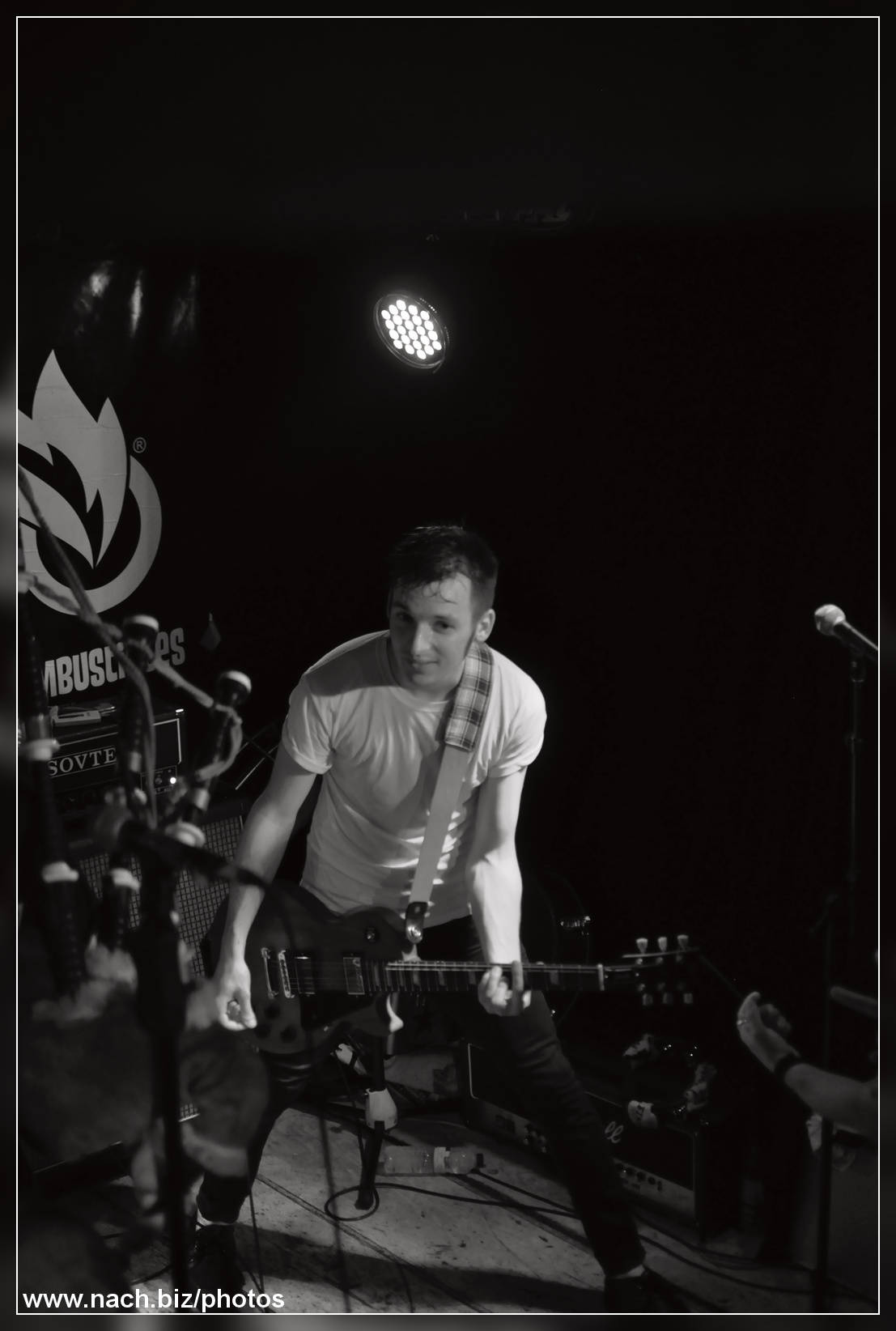
Гитарист Томаш Новотный на сцене (2011)

В 2008 году Калина решил полностью поменять и укрепить состав группы, оставив лишь Новотного, который его устраивал как гитарист. В новый состав Pipes and Pints пришли барабанщик Лукаш Винцоур, выступавший ранее в группах Punkhart, Thalidomide и R.A.F. и переехавший в Прагу из Моравии специально, чтобы вступить в состав коллектива, и вокалист Сайко Майк (настоящее имя Михаэль-Роберт Хаус) из Mugshot76, переехавший из Австрии в Прагу с той же целью, что и Винцоур. У Сайко, являющегося американцем, были планы переехать к себе на Родину в Сан-Диего, Калифорния, но после предложения от Войтеха он изменил своё решение. Калина был доволен работой новых музыкантов и признался, что группа начала много репетировать (примерно по четырнадцать часов в сутки) и пытаться добиться максимально качественного звучания.
После месяца репетиций, в декабре 2008 года, обновлённый состав Pipes and Pints записал свой первый мини-альбом, состоящий из пяти песен. EP был записан в течение одного дня. Он получил большое количество положительных отзывов от музыкальных критиков. Вскоре к группе присоединился пятый участник — бас-гитарист Ондра Балвин, игравший до этого в коллективах Super Pilot и El Paso.

Это был действительно долгий и болезненный процесс по поиску музыкантов, желающих тратить много времени в проекте. Однако через некоторое время мы нашли барабанщика Винцу, переехавшего через всю Чехию из своего дома в Прагу. То же произошло с вокалистом. Майк был первым панком, с которым мы встретились со времён основания группы, готовым писать тексты и двигаться дальше. Да, он является американцем, но он жил в Австрии. И наконец Ондра, который присоединился к нам, в то время как группа уже была на пути, но без постоянного басиста. Этого бы не было без меня, Войты, и Томаша из первоначального состава, который пережил все сложности, никогда не теряя надежды на светлое будущее.Оригинальный текст (фр.)Ça a été un long et douloureux processus en effet pour dénicher des musiciens prêts à passer beaucoup de temps dans le projet. Mais au bout d’un certain moment, on a trouvé un batteur, Vinca, de l’autre côté de la République Tchèque, assez passionné pour déménager de son foyer pour Prague. La même chose s’est passée avec le chanteur. Mike était le premier punk qu’on rencontrait depuis un bail capable d’écrire des textes et prêt à déménager. Ouais, lui il est américain mais il vivait à Austria. Et pour finir, c’est Ondra (le bassiste) qui nous a rejoints, alors que le groupe était déjà sur la route sans vraiment de bassiste attitré. Moi Vojta, (cornemuse) et Tomas (guitare) faisions partie de l’ancien line-up, qui a survécu à toutes les complications, ne perdant jamais espoir en un futur meilleur.— Войтех Калина

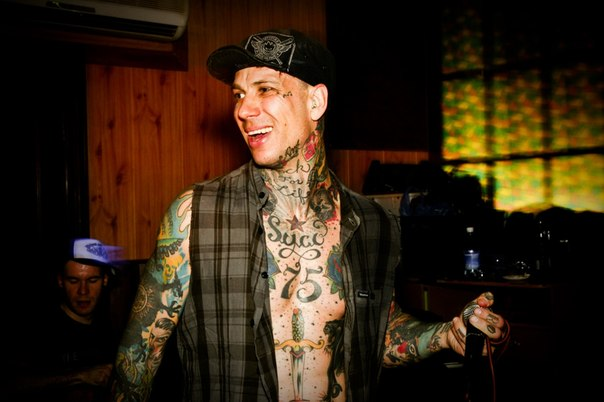
Ведущий вокалист и основной автор текстов Pipes and Pints Сайко Майк во время турне по России (2011)

С новым материалом группа отправилась в небольшое турне Kick Their Ass Tour. После этого коллектив стал часто гастролировать, выступая на одной сцене с такими группами, как Born to Lose, The Porters, Al and The Black Cats, Church of Confidence, Hudson Falcons, Deadline и многими другими.
В октябре 2009 года Pipes and Pints выпустили свой первый студийный альбом Until We Die (рус. Пока не умрём). Лонгплей был выпущен на двух независимых лейблах: Unrepentant Records в США (в американских странах) и Wolverine Records в Германии (в европейских странах). В него вошли переизданные песни, присутствующие ранее на мини-альбомах 2008 года. Песни с пластинки стали транслировать в эфире крупных радиостанций всего мира; помимо европейских стран — в Японии, Северной и Южной Америке и в Австралии. Песни с альбома попали в европейские хит-парады лучших кельтик-панк-композиций Top Ten at Shite´n´Onions и Celtic-Rock. В чарте радиостанции RockZone FM песни группы занимали верхние позиции на протяжении нескольких недель. Композиции с альбома вошли в состав саундтреков нескольких независимых фильмов. После выхода пластинки большую часть своей творческой деятельности коллектив начал проводить в различных турне. В 2010 году Pipes and Pints удалось отыграть 110 концертов и принять участие в различных известных рок-фестивалях как на разогреве знаменитых групп, так и в качестве хэдлайнеров. В этом же году были сняты первые видеоклипы группы на песни «City by the Sea» режиссёром Даном Даушом и «Criticized» режиссёром Джиркой Войзолой. 2011 год музыканты провели в турах по России, Англии и Швейцарии и дали множество отдельных концертов в европейских странах, выступая на одной сцене со многими известными панк-группами, такими как The Casualties, Anti-Flag, My Chemical Romance и многими другими. В апреле 2012 года музыканты начали сотрудничать с американским продюсером Дарьяном Райданном, известным своей работой с известными панк-лейблами Epitaph Records и Hellcat Records и работой с такими группами, как Pennywise, U.S. Bombs, Suicidal Tendencies, и многими другими. Райданн начал работать с группой в своей домашней студии в Калифорнии посредством онлайновых конференций. После первых опытов сотрудничества с Дарьяном группа отметила существенный положительный сдвиг в области записи и звучания музыки.

## Идеология
Pipes and Pints, как и многие панк-коллективы, придерживаются идеологии DIY. По словам Войтеха Калины, наибольшую рекламу предстоящих концертов дают фэнзины, распространяемые поклонниками, нежели средствами массовой информации. Музыканты продают свои пластинки, атрибутику и билеты на концерты по предельно низким ценам, а также ценят близкий контакт с поклонниками, предпочитая выступать в небольших помещениях, и охотно общаются со слушателями в социальных сетях. Первая промо-запись была официально выпущена на собственные деньги группы.
С самого начала своего существования группа выступает против любых проявлений расизма, нацизма и ксенофобии. Характеризующий такое проявление лозунг антифашистской организации Good Night White Pride (часто используется сокращённая аббревиатура «GNWP») с соответствующей эмблемой присутствует на всех обложках их пластинок и многих рекламных плакатах. Pipes and Pints уверяют, что риск распространения неонацизма в наши дни наиболее велик, нежели в предыдущие годы, поскольку, как считают музыканты, скинхеды стали ещё умнее, так как создают политические партии и пытаются на легальном уровне навязать своё мнение общественности. Вокалист Сайко Майк, живший в Австрии и США, утверждает, что в этих странах такая же ситуация. Лукаш Винцоур признавался, что однажды их коллективу предложили выступить на разогреве у одной чешской панк-группы, известной своими националистскими взглядами, на что Pipes and Pints ответили, что согласятся сыграть даже за половину обещанного гонорара при том условии, что им разрешат выставить в концертный зал стол с антифашистскими брошюрами. После этих условий организаторы отказались от их предложения. Выступая под антифа-лозунгом, группа желает привлечь к этому как можно больше людей. У коллектива есть одна антифашистская композиция «Fight the Fight». Калина поясняет, что фашизм, о котором поётся в песне, является не столько политическим, сколько социальным положением. Участники Pipes and Pints не состоят ни в каких политических партиях.

## Стиль и критика
В своём творчестве, помимо стандартных музыкальных инструментов, используемых в панк-роке (гитары и барабаны), Pipes and Pints применяют древний шотландский инструмент — горную волынку.

Было желание создать панк-рок-группу, в которой бы звучал какой-то мелодичный инструмент. Я никогда хорошо не играл на трубе, так что в один прекрасный день я решил воплотить свою давнюю мечту и научиться играть на волынке. На этот раз мне повезло, я встретил отличных ребят и хороших музыкантов, которые полностью разделили моё желание. Сначала Томаша, в основном искавшего то же самое. А через некоторое время подключились все остальные. Окончательное звучание нашей музыки сложилось, конечно, благодаря им всем.Оригинальный текст (англ.)It was desire to have a punkrock band with some melodic instrument. I was never successful with trumpet before, so one day I finally decided to follow my old dream and learn to play bagpipes. This time with a better luck I met great guys and good musicians that shared it completely and with full energy. First Tomas, who was basically looking for the same. And after some time all the others joined in. The final sound of our music is thanks to all of them of course.— Войтех Калина
Сами музыканты не называют себя кельтскими панками, характеризуя свой стиль как «punk rock with Highland bagpipes» (рус. панк-рок с горной волынкой). Бас-гитарист Ондра Балвин назвал Pipes and Pints «обычной панк-рок-группой со странным инструментом». Помимо волынки, Войтех умеет играть на гитаре, губной гармонике, вистле и трубе и утверждает, что имеет кельтские корни, так как многие его родственники проживают в Дублине. Группа исполняет композиции пролетарского направления. Основной автор текстов Сайко Майк утверждает, что темы песен группы отражают его собственные внутренние переживания и некоторые факты его богатой биографии; смерть друзей, равнодушие к чужим проблемам, социальные проблемы общества и одиночество. Также коллектив записал одну кавер-версию традиционной кельтской песни — «When the Pipers Play» (традиционная шотландская). Все песни группа исполняет на английском языке.
Американский журнал AMP охарактеризовал музыку группы как «оптимистичный и мелодичный панк-рок», схожий с творчеством групп Rancid и Swingin Utters, нежели «стандартных» кельтик-панк-групп наподобие Flogging Molly. Журнал отметил примечательным тот факт, что волынку Pipes and Pints используют в качестве ведущего инструмента, в то время как большинство групп кельтского панка используют соло-гитару. Скритто да Пиркна в обзоре мини-альбома Pipes and Pints охарактеризовал музыку группы как «красивое и мелодичное звучание волынки, чередующееся с ускоренным и энергичным звучанием гитар».
Английский критик Бэрри Геннард в обзоре альбома Until We Die отметил высокое качество записи и «уникальное» звучание. Он писал, что все песни полны «энергии и страсти», а качество музыки выше, чем у среднестатистической панк-группы, которая использует в своей музыке волынку. Он дал альбому девять из десяти звёзд, что для начинающего коллектива является достаточно высоким показателем. Гинджер Койот также отмечал высокое качество исполнения композиций альбома Until We Die и назвал группу одним из лучших коллективов Восточной Европы. Кристофер пи Тойлер назвал музыку Pipes and Pints чем-то схожей с музыкой первых альбомов кельтик-панк-группы Dropkick Murphys Do or Die и The Gang’s All Here. Он высоко оценил творчество коллектива и назвал их «не просто очередной группой дилетантов кельтского панка».

## Состав
| |  |  |  |  |
| Состав группы Pipes and Pints. Слева направо: Войтех Калина, Томаш Новотный, Сайко Майк, Ондра Балвин, Лукаш Винцоур |  |  |  |  |

На раннем этапе творчества группы её состав был непрочным и часто менялся. Единственными постоянными участниками Pipes and Pints с момента создания коллектива являются волынщик Войтех Калина и гитарист Томаш Новотный. Ниже представлены составы участников на момент записи промо 2008 года и классический состав участников, выступающих по настоящее время.
| - Войтех «Войта» Калина — волынка, бэк-вокал (2006 — настоящее время) - Томаш Новотный — гитара, бэк-вокал (2006 — настоящее время) - Лукаш «Винца» Винцоур — ударные, бэк-вокал (2008 — настоящее время) - Сайко Майк — основной вокал (2008 — настоящее время) - Ондра Балвин — бас-гитара, бэк-вокал (2009 — настоящее время) | - Крэта — соло-гитара, ритм-гитара - Петр — ударные - Эд — бас-гитара |

## Дискография

### Студийные альбомы
| Релиз           | Лейбл                   | Название       | Формат     | Участники записи                                                        |
| --------------- | ----------------------- | -------------- | ---------- | ----------------------------------------------------------------------- |
| 1 октября 2009  | Wolverine Records       | Until We Die   | LP, CD     | Войтех Калина, Сайко Майк, Томаш Новотный, Лукаш Винцоур, Ондра Балвин. |
| 21 декабря 2009 | Unrepentant Records     | Until We Die   | LP, CD     | Войтех Калина, Сайко Майк, Томаш Новотный, Лукаш Винцоур, Ондра Балвин. |
| 5 ноября 2012   | People Like You Records | Found and Lost | LP, CD, DL | Войтех Калина, Сайко Майк, Томаш Новотный, Лукаш Винцоур, Ондра Балвин. |

### Мини-альбомы
Мини-альбомы группы не имеют названий. Первый релиз принято именовать Demo (Promo), а второй — 5 EP, чтобы отличать от предыдущего четырёхпесенного варианта.
| Дата выхода     | Лейбл               | Формат | Участники записи                                          | Комментарии |
| --------------- | ------------------- | ------ | --------------------------------------------------------- | --- |
| 2008            | —                   | CD     | Войтех Калина, Томаш Новотный, Крэта, Петр, Эд.           | Демозапись из четырёх композиций. Издана на собственные деньги группы без поддержки продюсеров и лейблов.                                                                             |
| 24 декабря 2008 | Unrepentant Records | CD     | Войтех Калина, Сайко Майк, Томаш Новотный, Лукаш Винцоур. | Первая студийная запись группы, состоящая из пяти композиций. Изначально был издан на средства участников группы. В декабре 2008 года вышел при поддержке лейбла Unrepentant Records. |

## Видеоклипы
| Год выхода | Название             | Перевод               | Режиссёр        | Ссылка на сайте YouTube                                              |
| ---------- | -------------------- | --------------------- | --------------- | -------------------------------------------------------------------- |
| 2010       | «City By The Sea»    | «Город у моря»        | Дан Дауш        | City By The Sea Архивная копия от 22 августа 2016 на Wayback Machine |
| 2010       | «Criticized»         | «Критике»             | Джирка Войзола  | Criticized Архивная копия от 12 апреля 2016 на Wayback Machine       |
| 2011       | «Different Way»      | «Другой путь»         | Мартин Врбицкий | Different Way Архивная копия от 1 октября 2016 на Wayback Machine    |
| 2012       | «Never Let You Down» | «Никогда не подведёт» |                 | Never Let You Down Архивная копия от 9 марта 2019 на Wayback Machine |